# Paraspio decorata
Paraspio decorata är en ringmaskart som först beskrevs av Bobretzky 1870.  I den svenska databasen Dyntaxa används istället namnet Spio decorata. Enligt Catalogue of Life ingår Paraspio decorata i släktet Paraspio och familjen Spionidae, men enligt Dyntaxa är tillhörigheten istället släktet Spio och familjen Spionidae. Arten har ej påträffats i Sverige. Inga underarter finns listade i Catalogue of Life.